# Point 1920
Point es una empresa española de diseño de mobiliario, especializada en muebles de exterior y el uso del mimbre y el ratán. Se trata de una empresa familiar, pues desde su fundación en 1920, ha estado liderada por la familia Pons.
En 2019, a sus 99 años, Point recibió el Premio Nacional de Innovación y Diseño, otorgado por el Ministerio de Ciencia, Innovación y Universidades.

## Historia
Point fue fundada como taller de trenzado de mimbre por José Pons Pedro en 1920 en Gata de Gorgos, España, tras haber regresado de Argentina, donde aprendió el oficio artesanal del mobiliario. En la provincia de Alicante se usaba mucho la palma para elaborar objetos como capazos, pero no se había aplicado a muebles hasta entonces. La creación de Point supuso el inicio de la industria manufacturera de la zona.
Su hijo, Juan Bautista Pons, transformó la empresa en los años 50, expandiéndola al mercado internacional e incorporando un nuevo material, el ratán, que, aunque también es una fibra natural como el mimbre, presenta importantes diferencias: es más duro y resistente, además de que las varas de ratán son más largas que las de mimbre, puesto que alcanzan hasta los 180 m. Sin embargo, el mimbre es más flexible y liviano. Con Bautista al frente, y más tarde, Gabriel Pons, Point se expandiría a Alemania, los Estados Unidos, Francia y Reino Unido.
En los años 80 se produce una crisis en la exportación de ratán, procedente principalmente del Sudeste asiático. En vista de la necesidad de su material más usado, Point decidió establecer una planta en Vietnam, lo que resultó en la ampliación de su mercado en Asia. A finales de los años 90, Point desarrolla el shintotex, una fibra reciclable, de alta resistencia y flexibilidad, con la que desarrolla gran parte de su actual producción.

## Diseñadores
Entre los diseñadores que han trabajado con Point se encuentran Alfonso Gallego, Esther Campos, Francesc Rifé, Gabriel Teixidó, Joaquín Homs, Juan Santos, Lluís Vidal Pepe Arcos, Ximo Roca y Vicent Martínez.

## Premios
- 2018 – Reconocimiento iberoamericano CIDI a la trayectoria empresarial e industrial de excelencia, en la IX Bienal Iberoamericana de Interiorismo 2017-2018 (CDMX, México), organizada por el Centro de Investigaciones de Diseño industrial de la UNAM.[7]
- 2018 – IIDA/HD Product Design Competition, galardón otorgado por International Interior Design Association (IIDA) y la revista Hospitality Design (Las Vegas, EE. UU.) a productos que «honren la innovación, la funcionalidad y los avances estéticos», por la tumbona reclinable Weave de Point.[8]
- 2019 – Premio Nacional de Innovación y Diseño, otorgado por el Ministerio de Ciencia, Innovación y Universidades: «El jurado ha valorado su desarrollo ascendente continuado y sostenible, con una estrategia empresarial muy orientada a la internacionalización, lo que ha contribuido a difundir y consolidar el ecosistema del diseño y a darle visibilidad. Con una filosofía de consumo responsable y voluntad de reducir el impacto ambiental, destaca su compromiso en interconectar artesanía y tradición con diseño e innovación, manteniendo su fidelidad a los materiales naturales».[2]